# Otto Reimers
Otto Reimers (Schleswig - Holstein, Grambek, 17 de setembro de 1902 — Laufenburg, 22 de outubro de 1984) foi um anarquista alemão que militou também durante o regime nazista.

## Biografia
Aos 18 anos, em 1920, Reimers integrou ao AAUE (em alemão: Allgemeine Arbeiter-Union – Einheitsorganisation - Sindicato Geral dos Trabalhadores) na qual fez parte das discussões se este deveria se associar ao Comintern, ou permanecer autônomo. Tomando parte na dissidência que se mantém autônoma se aproximou da FAUD (em alemão: Freie Arbeiter-Union Deutschlands - Sindicato anarcossindicalista Livre dos Trabalhadores Alemães).
Foi responsável, juntamente a seu amigo Paul Schloess, pela confecção do jornal antiautoritário Proletarischer Zeitgeist.